# (995) Sternberga
(995) Sternberga – planetoida z pasa głównego asteroid okrążająca Słońce w ciągu 4 lat i 84 dni w średniej odległości 2,61 au. Została odkryta 8 czerwca 1923 roku w Obserwatorium Simejiz na górze Koszka na Półwyspie Krymskim przez Siergieja Bielawskiego. Nazwa pochodzi od Pawła Sternberga, rosyjskiego astronoma. Przed jej nadaniem planetoida nosiła oznaczenie tymczasowe (995) 1923 NP.